# Roman Pokora
Roman Mychajłowycz Pokora, ukr. Роман Михайлович Покора, ros. Роман Михайлович Покора, Roman Michajłowicz Pokora (ur. 22 lutego 1948 w Zborowie, w obwodzie tarnopolskim, zm. 8 marca 2021 we Lwowie) – ukraiński piłkarz, grający na pozycji pomocnika, trener piłkarski.

## Kariera piłkarska

### Kariera klubowa
Wychowanek klubu SKA Lwów. Pierwszy trener Bohdan Markewicz. W 1965 został zaproszony do Karpat Lwów. 12 maja 1966 zadebiutował w spotkaniu z klubem Awanhard Charków. Od 1967 podstawowy pomocnik klubu. W 1975 przeszedł do Metalista Charków, w którym występował do 1976. Potem jeszcze trzy lata występował w drużynie Spartak Iwano-Frankowsk, w której zakończył karierę piłkarską.

## Kariera trenerska
Po zakończeniu kariery piłkarskiej rozpoczął pracę trenerską. Pierwszy duży sukces przyszedł w 1990, kiedy z Weresem Równe zdobył brązowe medale w Drugiej Lidze Mistrzostw ZSRR. Następnie asystował trenerowi w drugiej drużynie lwowskich Karpat. W 1992-1994 trenował Wołyń Łuck, skąd wyjechał za granicę trenować Hetman Zamość. Po 1,5 rocznej pracy był zmuszony opuścić klub z powodu braku polskiej licencji trenerskiej. Po powrocie do ojczyzny trenował drugoligowy zespół Karpaty Mukaczewo. W 1999 otrzymał propozycję trenować Polihraftechnikę Oleksandria. Z klubem zdobył awans do Wyszczej Lihi. W 2003 przez problemy finansowe klub został rozwiązany, a trener został bez pracy. Ale już od września 2003 pracował na stanowisku trenera w FK Mikołajów, a od kwietnia 2004 w Nywie Winnica. Kiedy w 2004 został reaktywowany klub w Oleksandrii został ponownie zaproszony prowadzić ten klub. Od 2006 do czerwca 2010 pracował na stanowisku trenera azerskiego klubu Simurq Zaqatala. Na początku września 2010 objął stanowisko głównego trenera Enerhetyka Bursztyn. A po trzech meczach 28 września 2010 przeniósł się do Heliosu Charków. 16 kwietnia 2011 po serii nieudanych meczów został zwolniony z zajmowanego stanowiska. We wrześniu 2013 objął prowadzenie gruzińskiego klubu Guria Lanczchuti.

## Sukcesy i odznaczenia

### Sukcesy klubowe
- mistrz Pierwoj Ligi ZSRR: 1970
- zdobywca Pucharu ZSRR: 1969

### Sukcesy reprezentacyjne
- wicemistrz młodzieżowych mistrzostw Europy: 1972

### Sukcesy trenerskie
- brązowy medalista Perszej lihi Ukrainy: 2001
- brązowy medalista mistrzostw Azerbejdżanu: 2009

### Odznaczenia
- tytuł Mistrza Sportu ZSRR: 1969.